# Serge Rigault
Pour les articles homonymes, voir Rigault.
Serge Rigault est un sportif complet, ancien espoir de tennis, skieur et grand amateur de chasse, né à Paris le 18 septembre 1930 et mort à Paris le 21 janvier 1999.

## Biographie

### Espoir du tennis français
Fils du tennisman Hubert Rigault (plusieurs fois sélectionné au championnat de France dont 1/4 finale contre Jean Borotra en 1927), Serge Rigault est demi-finaliste à 14 ans au Championnat de France à Roland-Garros (cadets) en 1944. Son jeu lui vaut de figurer dans le film Tennis de Marcel Martin, consacré à l'Histoire du tennis et commenté par Jean Cocteau. La séquence "Le petit Rigault et Yvon Pétra" filme le jeune Serge Rigault jouant contre le champion Yvon Pétra, vainqueur du tournoi de Roland-Garros
en août 1944.
Jean Cocteau a commenté ainsi : « Admirez un futur champion, le petit Rigault, cette fois c'est David et Goliath... Goliath s'amuse. C'est d'un style fantaisiste qu'il lui renvoie les pierres de sa fronde... David n'en est pas moins vainqueur. Mais Yvon Pétra garde sa tête sur ses épaules. »
Maurice Blein dans le journal sportif l’Auto, écrivait « d’ici cinq à six ans, Serge Rigault sera peut-être un des chefs de file de la jeune génération »
Après Saint-Louis-de-Gonzague et l'École des Roches, Serge Rigault fit ses études de droit à Paris. Plus tard, il continua la compétition, employé par la société British Petroleum qu'il représente dans les tournois de tennis, et joua longtemps sous les couleurs du Racing Club de France.
Ses bisaïeux étaient l'écrivain et latiniste Hippolyte Rigault (1821-1858) et par sa mère, Jenny Ménage, le banquier Charles-Elie Ménage (1847-1909), fondateur de la banque André, Neuflize et Cie et René-Nicolas Liger (1809-1877), négociant et associé d'Aristide Boucicaut dès les débuts du grand magasin Le Bon Marché.

### Skieur
Chasseur alpin pendant deux ans au sein d'un régiment basé en Autriche et moniteur de ski au club alpin de Chamonix, Rigault a figuré parmi les meilleurs skieurs de l'équipe Paris-Chamonix du Club alpin français (Ski-Club Alpin de Paris).

### Grand amateur de chasse
Il se distingua également comme amateur de chasse, sport qu’il pratiquait en France (Brière, Sologne), en Irlande et Écosse.
Le Bréviaire du Chasseur de Gastinne Renette mentionne Rigault, à « l'inséparable béret alpin, et au coup de fusil redoutable », pour ses doublés de bécassine des marais en Irlande. Il était membre du Club International des Chasseurs de Bécassine dont la chasse est une des plus sportives car seuls les meilleurs chasseurs sont capables d'abattre ces volatiles en plein vol. Sa mère, Jenny Ménage, appartenait à la section féminine de la Société de tir Le Faisceau et avait remporté, à l'âge de 16 ans, l'épreuve au pistolet sur silhouette que le stand Gastinne Renette accueillait pour la première fois en 1927.

### Palmarès
Tennis

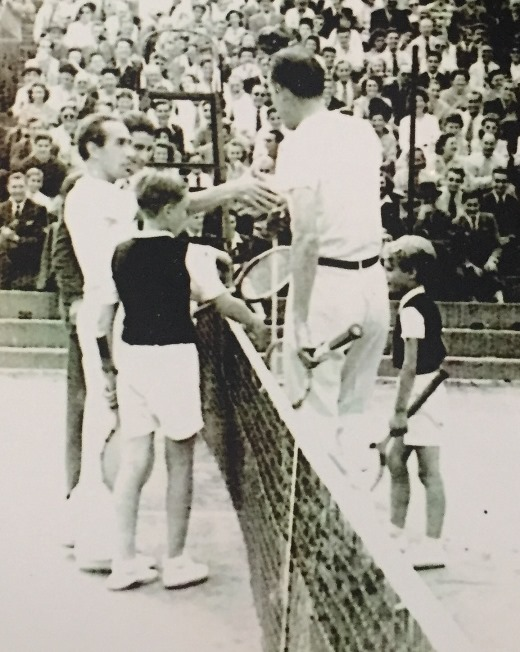
Henri Cochet, Serge Rigault, Bertrand Rigault, Yvon Petra - Roland Garros (août 1944)

- Championnat de France de tennis 1943 (Grand Prix de France), juillet-août 1943 (Simple Cadets): 1re participation à l'âge de 12 ans
- Championnat de France de tennis 1944 (Grand Prix de France) à Roland-Garros, juillet-août 1944 (Simple Cadets) : 1/2 finale contre Moucadel[4]
- Tournoi de tennis de Turin (Italie), coupe E. Bosco, 9-13 avril 1968 (terre battue) : 1er tour[12]

Ski alpin
- Coupe Enerski (British Petroleum) - Serre Chevalier (France), 28 février 1953 - Slalom géant : S. Rigault 1re place en 1' 10s (temps de référence du moniteur 1' 15s[13])
- Challenge national du Club Alpin Français - Saint Gervais (France), 7 et 8 février 1959 - descente Messieurs : S. Rigault 14ème place[14] en 2’ 27s 64 (1er temps du Ski-Club Alpin de Paris)
- Coppa d'Oro,Trofeo Cervino - Breuil-Cervinia (Italie), 16-17 avril 1959 - Slalom géant : S. Rigault 30ème place[15] en 2' 23s 3 (les premiers Français de la compétition étaient Guy Périllat 3ème place en 1' 51s 6 et Jean Vuarnet 7ème place en 1' 53s 7)
- Coupe Charles Viard, XIe Derby international des Citadins - Megève (France), 7 mars 1959 - course de descente : S. Rigault 35ème place (Ski-Club Alpin de Paris)
- Coupe des améthystes, XIVe Derby international des Citadins - Megève (France), 10 mars 1962 - slalom géant : S. Rigault 29ème place (Ski-Club Alpin de Paris)